# روك بوزيتش
روك بوزيتش (بالسلوفينية: Rok Božič)‏ هو لاعب كرة قدم سلوفيني في مركز الوسط، ولد في 23 يناير 1985 في إيزولا في سلوفينيا. لعب مع نادي كوبر.